# Psychotria latistipula
Psychotria latistipula är en måreväxtart som beskrevs av George Bentham. Psychotria latistipula ingår i släktet Psychotria och familjen måreväxter. Inga underarter finns listade i Catalogue of Life.